# Buffet froid
Buffet froid er en absurd sort krimikomediefilm fra 1979, der revser og udstiller det funktionalistiske samfunds fremmedgørelse ved at bryde med thriller/krimi genrens almindelige konventioner. Filmen er skrevet og instrueret af Bertrand Blier.
Filmen vandt i 1980 César for bedste manuskript.

## Handling
Filmen er sat i La Défense (Paris ”nye” prestige bydel) og starter med et tilfældigt møde på en metrostation mellem Alphonse Tram (Gérard Depardieu) og en tilfældig mand (Michel Serrault) der ender op død, med Alphonse's springkniv i maven uden at Alphonse kan forklare hvorledes dette gik til. Da Alphonse ved hjemkomsten til sin lejlighed forsøger, at rapportere dette til sin overbo, en kriminalkommisær (Bernard Blier, instruktøren Bertrand Bliers fader), afviser denne at lytte til Alphonses historie med en bemærkning om, at han ikke er på arbejde. 
Senere samme aften bliver Alphonses kone myrdet af en massemorder (Jean Carmet), der grædende tilstår. Men hverken Alphonse eller kriminalkommissæren, der endnu engang er blevet forstyrret i sin aftensmad, finder dette videre chokerende. Sammen drager dette umage og fremmedgjordte trekløver ud på et absurd eventyr i det moderne Paris nat. Filmen enden der hvor en lykkelig slutning kan skimtes, hvor Alphonse næsten er blevet menneskelig igen, men inden da bliver Alphonse selv offer, ikke for fremmedgørelsen, men for den ekstreme menneskelighed (hævnen personificeret ved Carole Bouquet). Hvilket understreges af scenen der er sat midt på en flod med Alphonse prisgivet naturens og drifternes vilde kræfter.